# 玛丽·杰克逊
玛丽·温斯顿·杰克逊（英語：Mary Winston Jackson，1921年4月19日—2005年2月11日），非裔美国人，1958年美国国家航空咨询委员会（NACA）改建为美国国家航空航天局（NASA）前担任数学家和航空航天工程师。她职业生涯的大部分时间在维吉尼亚州汉普顿兰利研究中心度过。一开始，她在隔离种族的西区计算科当计算员，1958年才晋升至工程师班，成为NASA首位女性黑人工程师。
34年的NASA生涯中，她获得了最高级的工程师头衔，同时也意识到不当主管就不能继续升职。她接受降职，成为NASA平等机会计划办公室联邦妇女计划和肯定行动计划的主管。期间，她致力于影响NASA科学、工程和数学领域女性的雇佣和晋升。
2016年，杰克逊的故事写入纪实作品《隐藏人物：帮助赢得太空竞赛的非裔美国女性的故事》。同年，杰克逊成为该书改编电影《隐藏人物》的三位主角之一。

## 生平
1921年4月9日，埃拉·温斯顿（Scott Winston，娘家姓斯科特）和弗兰克·温斯顿（Frank Winston）生下玛丽·杰克逊。她在维吉尼亚州汉普顿长大，凭借最高荣誉，从当地的黑人学校菲尼克斯高中毕业。
1942年，玛丽·杰克逊获得汉普顿学院的数学和物理科学学士学位。她加入了由非裔美国女性成立的首个姐妹会阿尔法·卡巴·阿尔法。
杰克逊担任女童军领导30多年。20世纪70年代，她帮助所在社区黑人儿童建造小型风洞，用来测试飞机的事迹引人注目。
她嫁给了老李维·杰克逊（Levi Jackson Sr.），婚后两人分别生下一个儿子和女儿，儿子名叫小李维·杰克逊，女儿叫卡罗琳·玛丽·李维斯（Carolyn Marie Lewis）。2005年2月11日，玛丽在老家汉普顿的海滨疗养院（Riverside Convalescent Home）安详去世，享年83岁。

## 生涯
毕业后，杰克逊在马里兰州卡尔弗特县一所黑人学校教了一年数学，其时公立学校仍实行种族隔离政策。她也开始教导高中生和大学生，而这也是她余生都在做的。

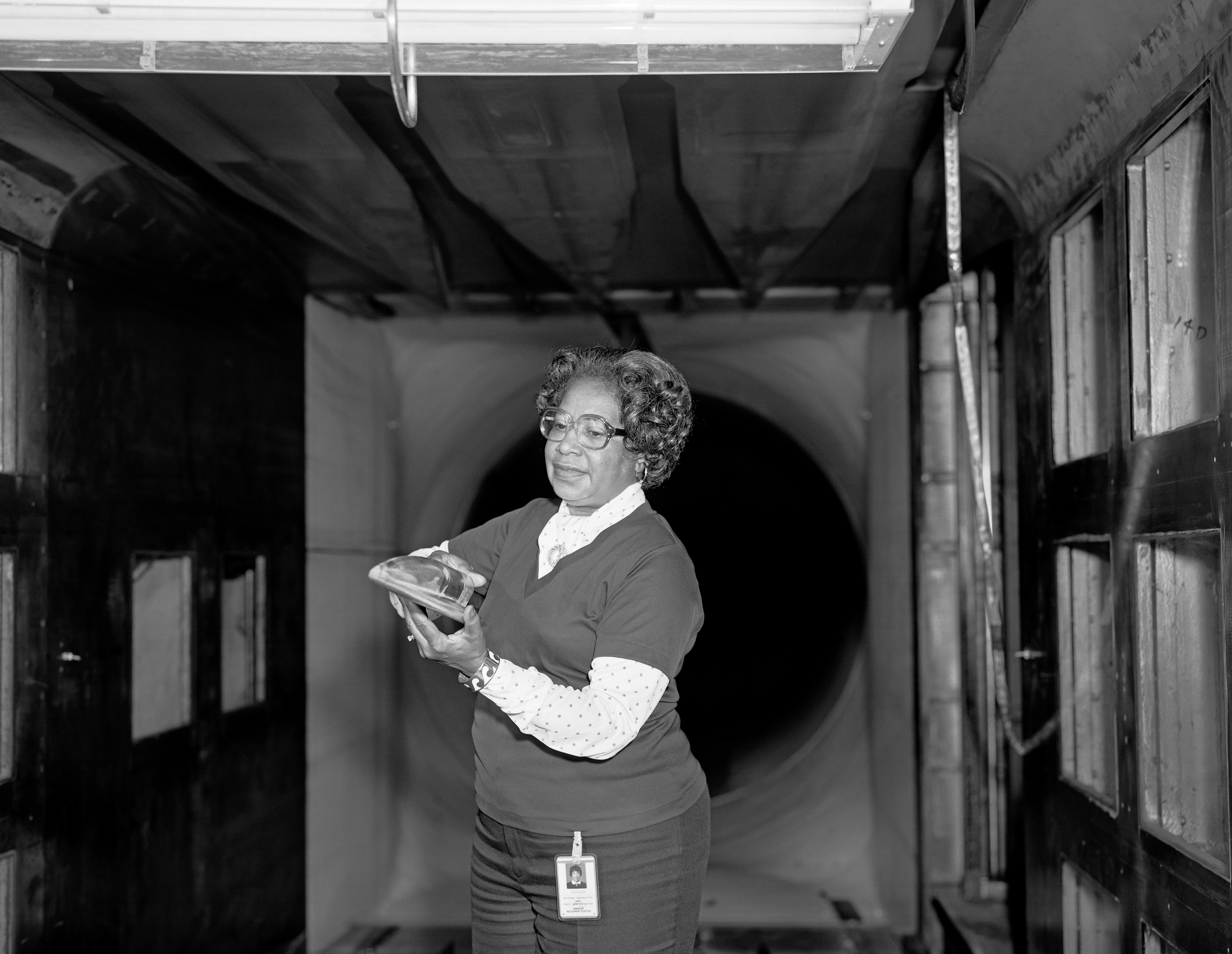
杰克逊手持风洞模型。

1943年，她回到汉普顿，在当地的国家天主教社区（National Catholic Community）当会计，又在汉普顿学院医学部（Hampton Institute's Health Department）兼任接待员和文员，之后回家生下儿子。1951年，她入职门罗堡陆军野战队主任办公室（Office of the Chief, Army Field Forces），任职文员。

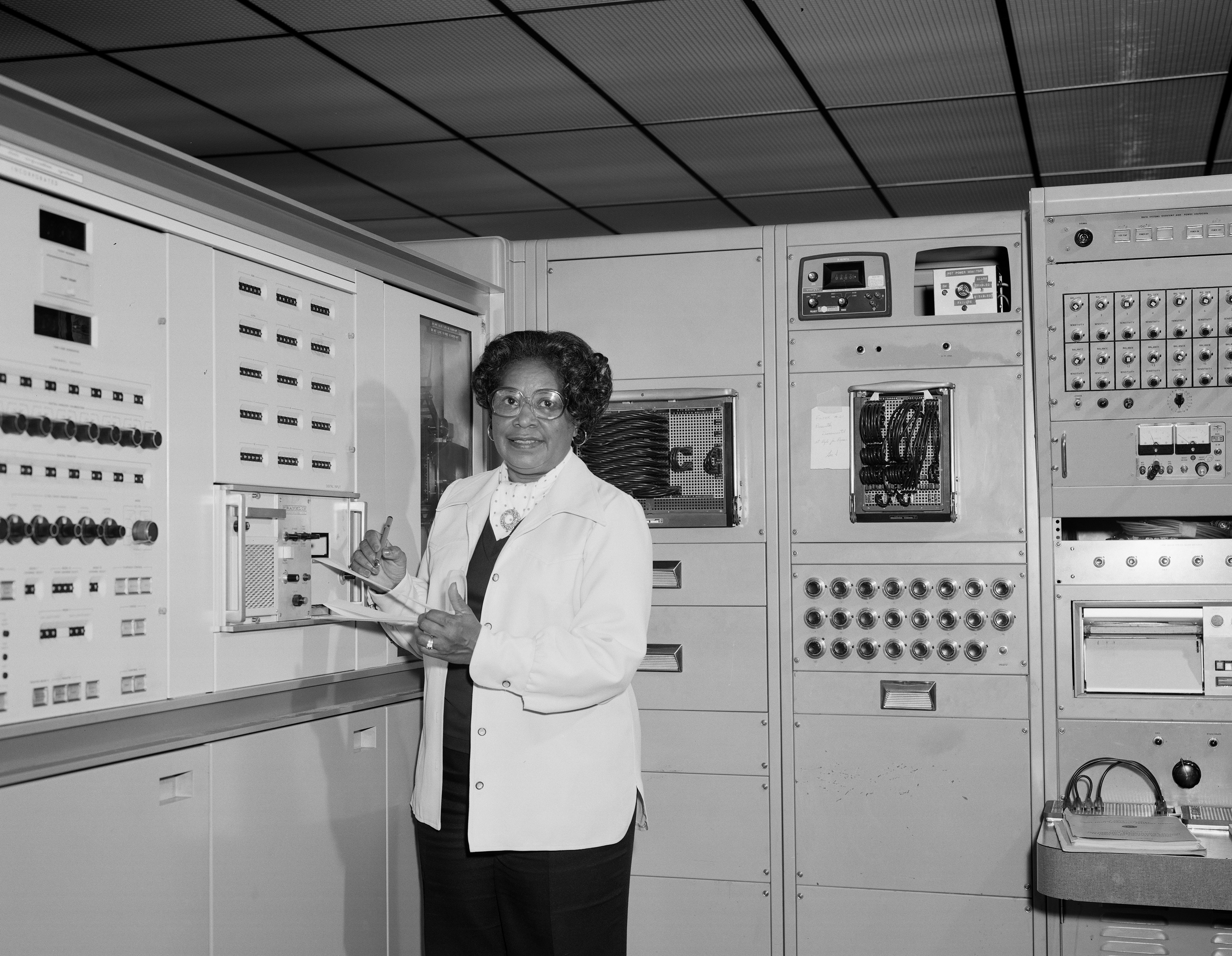
玛丽在兰利研究中心的工作照。

1951年，杰克逊被招入1958年改建的国家航空航天局的前身国家航空咨询委员会。一开始，她在老家汉普顿的兰利研究中心当研究数学家，即计算员，与多萝西·沃恩一起在种族隔离的西区计算科工作。
1953年，她受邀参与工程师卡齐米奇·卡尔奈克在超音速压力隧道（Supersonic Pressure Tunnel）中的工作。4×4英尺（1.2×1.2 m）、60000马力（45000kW）的风洞能生成接近音速两倍的风，研究模型的受力状况。卡尔奈克鼓励杰克逊参加培训，以便她晋升为工程师。要获得这份工作，她需要参加数学和物理的研究生课程。两人受邀出席由全白人的汉普顿高中举办的弗吉尼亚大学夜间课程。杰克逊请求汉普顿市政府准许她上课。完成课程后，她于1958年晋升为航天工程师，成为NASA首位黑人女工程师。在兰利的亚音速-跨音速空气动力学部（Subsonic-Transonic Aerodynamics Division）的理论空气动力学科（Theoretical Aerodynamics Branch），她分析风洞试验和飞机飞行真实实验的数据。她的目标是了解包括推力和阻力在内的空气流动，从而改进美国的飞机。
在NASA当工程师时，她经历了几个部门：压缩性研究部（Compressibility Research Division）、实体模型研究部（Full-Scale Research Division）、高速空气动力学部（High-Speed Aerodynamics Division）和亚音速跨空气动力学部，总共为NACA和NASA撰写或联合撰写12篇技术论文。她帮助女性和少数族裔为了升职而去学习，以便她们将计算员头衔改成工程师，有助于增加她们升职的机率。
在NASA的34年，杰克逊获得了工程师部的最高头衔。她决定降职，去平等机会专家（Equal Opportunity Specialist）部任管理员。在NASA总部接受培训后，她回到兰利。她致力于改变并突显在航天领域取得成就的女性及其他少数族裔的地位。她还担任平等机会计划办公室联邦女性计划（Office of Equal Opportunity Programs Federal Women’s Program）及肯定行动计划（Affirmative Action Program）的主管，致力于影响NASA科学、工程和数学领域女性的职业道路。她继续在NASA工作，直到1985年退休。

## 后世影响
2016年电影详细叙述了杰克逊、凯瑟琳·约翰逊和多萝西·沃恩的NASA职业生涯，尤其是她在太空竞赛期间为水星计划作出的工作。该片改编自玛歌特·李·夏特利同名作品，杰奈尔·莫娜在片中扮演杰克逊。

## 荣誉
- 1969年阿波罗集团成就奖[2][7]
- 丹尼尔斯校友奖弱势青年杰出贡献奖[7]
- 全国黑人妇女委员会社区服务杰出认可证书[7]
- 人道主义代表机构联合运动杰出服务奖[7]
- 1975年兰利研究中心杰出志愿者奖[7]
- 1976年兰利研究中心年度志愿者[2]
- 1976年约塔·兰伯达姐妹会奖半岛杰出女科学家奖[7]
- 国王街社区中心杰出奖[7]
- 1976年国家科技协会致敬奖[7]
- 入选《金行集》汉普顿路章[7]
- 1976年-1977年兰利研究中心钦佩证书[7]

## 作品
- Czarnecki, K. R.; Jackson, Mary W., , National Advisory Committee for Aeronautics, September 1958  [2017-04-24], （原始内容存档于2017-01-04）
- Jackson, Mary W.; Czarnecki, K.R.,  242, National Aeronautics and Space Administration, 1960
- Czarnecki, K. R.; Jackson, Mary W., , NASA Langley Research Center, January 1961  [2017-04-24], （原始内容存档于2017-01-04）
- Jackson, Mary W.; Czarnecki, K. R., , NASA Langley Research Center, July 1961  [2017-04-24], （原始内容存档于2017-01-04）
- Czarnecki, K.R.; Jackson, Mary W.; Monta, William J., , 1963
- Jackson, Mary W.; Czarnecki, K. R.; Monta, William J., , National Aeronautics and Space Administration, July 1965
- Czarnecki, K.R.; Jackson, M.W.; Sorrells, R. B. III, , National Aeronautics and Space Administration, 1966-12-01  [2017-04-24], （原始内容存档于2017-01-18）
- Czarnecki, K.R.; Allen, J. M.; Jackson, M.W., , National Aeronautics and Space Administration, 1967-01-01  [2017-04-24], （原始内容存档于2017-01-18）
- Czarnecki, K.R.; Jackson, M.W., , National Aeronautics and Space Administration, 1970-11-01  [2017-04-24], （原始内容存档于2017-01-18）
- Czarnecki, K.R.; Jackson, Mary W. . AIAA Journal. December 1975, 13 (12): 1585–1591  [2017-04-24]. Bibcode:1975AIAAJ..13.1585C. doi:10.2514/3.60582. （原始内容存档于2019-12-07）.